# Крылановые
Крыла́новые (лат. Pteropodidae) — семейство млекопитающих из отряда рукокрылых (Chiroptera) подотряда Yinpterochiroptera (ранее из-за своеобразной морфологии это семейство выделяли в отдельный подотряд Megachiroptera, что не поддерживается современными молекулярно-генетическими и кариологическими данными). Представителей рода Pteropus и близких родов в литературе часто называют летучими лисицами, а представителей рода Rousettus (а иногда и всех крыланов) — летучими собаками. По ряду признаков строения скелета (подвижные ребра, слабо видоизмененные шейные позвонки, наличие когтевой фаланги на втором пальце крыла) и отсутствию (как правило) развитой эхолокации, многие хироптерологи считают крыланов наиболее архаичными из современных рукокрылых.

## Строение

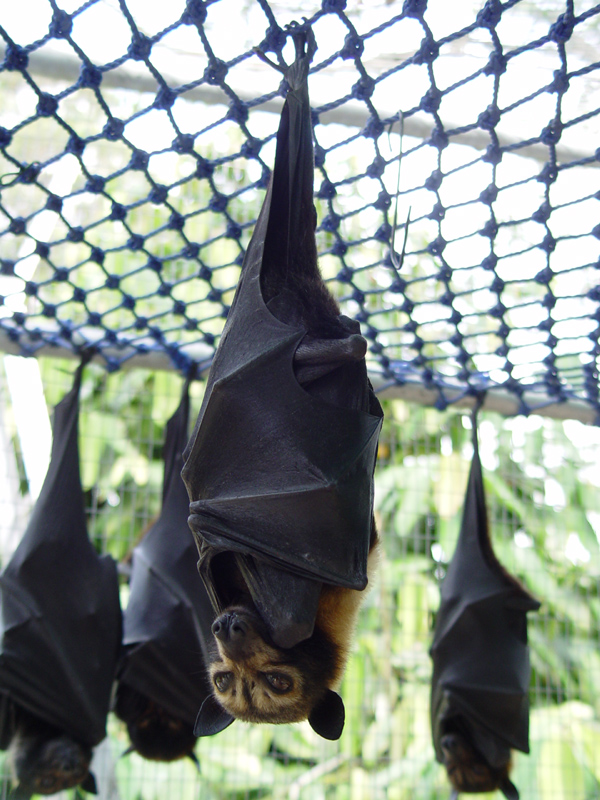
Pteropus conspicillatus в Австралии

В отличие от летучих мышей, многие крыланы достигают крупных размеров: длины тела до 42 см и размаха крыльев до 1,7 м (летучие лисицы). Однако имеются и мелкие нектаро- и пыльцеядные формы размером всего 5—6 см, с размахом крыльев 24 см. Масса варьирует от 15 до 900 г. Хвост короткий, недоразвитый или отсутствует; только у длиннохвостых крыланов (Notopteris) он относительно длинный. Межбедренная перепонка у большинства видов недоразвита. II палец крыла имеет концевую фалангу и обычно снабжён когтем.
Череп с удлинённым лицевым отделом. Глаза крупные. Крыланы в основном полагаются на зрение и обоняние; способность к эхолокации (так называемой «щелчковой», механизм которой отличен от таковой прочих рукокрылых) найдена только у летучих собак вида Rousettus egyptiacus (хотя, вероятно, присутствует и у других близких видов). Ушная раковина проста, без складок и выраженного козелка, иногда со слабо развитым противокозелком; ее внешний и внутренний края срастаются под отверстием слухового прохода. Трубконосые и карликовые трубконосые крыланы имеют характерные трубчатые ноздри, открывающиеся латерально. Язык покрыт развитыми сосочками; у мелких пыльцеядных видов он очень длинный. Щечные зубы плоскобугорчатые, полностью утратившие характерные для прочих рукокрылых структуры жевательной поверхности, приспособленные к питанию мягкой растительной пищей; всего их от 22 до 38. Кишечник в 4 раза длиннее тела.
Окраска у большинства видов тёмно-бурая, но может быть жёлтой, зеленоватой, с белыми пятнами на крыльях. Характерен половой диморфизм. Он проявляется у самцов в увеличенных клыках и более яркой окраске, в более крупных размерах (пещерные крыланы, биндемы, молотоголовые крыланы, некоторые виды эполетовых крыланов), в наличии железистых плечевых кожных мешков с растущими из них пучками волос (летучие собаки, эполетовые крыланы, биндемы и карликовые эполетовые крыланы, коровьемордые крыланы, крыланы Анхиеты), в наличии крупных глоточных мешков (эполетовые крыланы, молотоголовые крыланы, биндемы).

## Распространение и образ жизни
Представители семейства населяют тропическую и субтропическую зоны Восточного полушария. Распространены от Западной Африки до Филиппин, Самоа и Каролинских островов; на севере ареал семейства доходит до низовьев Нила (Египет), Кипра, Сирии, Южного Ирана и Южной Японии, на юге — до юго-западной Австралии. В фауне России отсутствуют. На некоторых островах Океании аборигенные млекопитающие до появления европейцев были представлены только крыланами.
Активны крыланы как правило ночью и в сумерках, хотя есть несколько островных популяций, активных и в дневное время. День проводят в кронах деревьев, под карнизами крыш, в пещерах, реже в больших дуплах. Постоянного убежища может не быть, так как крыланы кочуют в поисках пищи. С мест днёвок к местам кормёжек они могут совершать перелёты длиной до 30 км, а в общей сложности за ночь налетать до 90—100 км. Мелкие виды часто одиночны либо живут небольшими группами; крупные могут образовывать на днёвках большие скопления. Так, пальмовые крыланы (Eidolon) иногда образуют шумные поселения до 10 000 особей даже в крупных городах. Во время отдыха крылан обычно висит вниз головой, цепляясь острыми когтями за ветку или за неровность на потолке пещеры; иногда висит на одной ноге. Тело закутывает в широкие кожистые крылья, как в одеяло; в жаркую погоду обмахивается ими, как веером. В спячку крыланы не впадают.
Подвешивание вниз головой защищает спящую днём колонию от наземных хищников, а бодрствующие особи-сторожа поднимают тревогу при появлении хищных птиц или древесных змей.
Крыланы Филиппинских островов пугаются людей и покидают ветви своей днёвки, однако местные жители знают способ их успокоить. После того, как люди накрываются банановыми листьями, стая крыланов успокаивается и возвращается к месту днёвки.

### Питание
Пищу крыланы разыскивают с помощью зрения и развитого обоняния. В отличие от летучих мышей, у них нет эхолокации, за исключением некоторых видов, которые эволюционно развили другую, отличную от таковой у прочих рукокрылых, эхолокационную систему.
Питаются в основном фруктами: плодами манго, папайи, авокадо, гуавы, терминалии, сапотилового дерева, банана, кокосовых пальм и других тропических растений. Могут срывать плоды прямо на лету, либо вися рядом на одной ноге. Поедают плодовую мякоть, держа плод в одной лапе и откусывая маленькие кусочки; выдавливают и пьют сок. Большинство крыланов практически не глотают плотные части корма, долго пережевывая кусочки фруктов и сплевывая плотные, почти сухие, выжимки. Мелкие длинноязыкие крыланы питаются нектаром и пыльцой цветов. Трубконосые крыланы, помимо растительной пищи, поедают и насекомых. Некоторые виды мигрируют вслед за созреванием различных плодов. Крыланы охотно пьют воду, глотая её на лету; иногда пьют и морскую воду, видимо, пополняя недостаток солей в пище.

### Размножение
Размножение у большинства видов, видимо, носит сезонный характер. Самка раз в год приносит 1 (реже 2) детёнышей. У крупных видов беременность длится до полугода. Новорожденные зрячие, покрыты шерстью; пока детёныш не научится летать, самка носит его с собой. В возрасте 3 месяцев молодняк пещерных крыланов уже переходит на питание плодами. В неволе некоторые крыланы доживали до 17—20 лет.

## Значение для человека
Крыланы могут причинять существенный ущерб садоводству, плантациям плодовых деревьев. Мясо крыланов некоторые племена употребляют в пищу. Все крыланы помогают распространять семена; нектароядные виды опыляют растения (т. н. хироптерофилия). Примерами растений, опыляемых крыланами, являются хлебное дерево, баобабы и колбасное дерево (Kigelia).
Плодоядные представители семейства Pteropodidae — природные носители вируса Хендра (Hendra virus) и вируса Нипах (Nipah virus).

## Классификация
Семейство Pteropodidae включает более 170 видов, объединённых примерно в 40 родов. Число подсемейств в разных классификациях варьирует от 2-3 до 6. В частности, было давно показано, что питание пыльцой у крыланов развивалось несколько раз конвергентно.
Подсемейство Pteropodinae
- Род Ацеродоны (Acerodon)
  - Целебесский ацеродон (Acerodon celebensis)
  - Талодский ацеродон (Acerodon humilis), или обыкновенный ацеродон[5]
  - Гривастый ацеродон (Acerodon jubatus)
  - Палаванский ацеродон (Acerodon leucotis)
  - †Дневной ацеродон (Acerodon lucifer)
  - Ацеродон Маклота (Acerodon mackloti), или ацеродон Маклотта[5]
- Род Desmalopex
  - Белокрылая летучая лисица (Desmalopex leucopterus)
  - Desmalopex microleucopterus
- Род Mirimiri
  - Фиджийский птералопекс (Mirimiri acrodonta)
- Род Neopteryx
  - Сулавесский крылан (Neopteryx frosti)
- Род Птералопексы (Pteralopex)
  - Бугенвильский птералопекс (Pteralopex anceps)
  - Чёрный птералопекс (Pteralopex atrata)
  - Pteralopex flanneryi
  - Горный птералопекс (Pteralopex pulchra)
  - Pteralopex taki
- Летучие лисицы (Pteropus)
  - Адмиралтейская летучая лисица (Pteropus admiralitatum)
  - Альдабрская летучая лисица (Pteropus aldabrensis)
  - Бавеанская летучая лисица (Pteropus alecto)
  - Новогебридская летучая лисица (Pteropus anetianus)
  - Серебристая летучая лисица (Pteropus argentatus)
  - Сулавесская летучая лисица (Pteropus arquatus)
  - Pteropus aruensis
  - Балутская летучая лисица (Pteropus balutus)
  - † Сумеречная летучая лисица (Pteropus brunneus)
  - Седая летучая лисица (Pteropus caniceps)
  - Молуккская летучая лисица (Pteropus chrysoproctus)
  - Очковая летучая лисица (Pteropus conspicillatus)
  - Рюкюйская летучая лисица (Pteropus dasymallus)
  - Никобарская летучая лисица (Pteropus faunulus)
  - Индийская летучая лисица (Pteropus giganteus)
  - Летучая лисица Жиллиарда (Pteropus gilliardorum)
  - Серая летучая лисица (Pteropus griseus)
  - Онтонгяванская летучая лисица (Pteropus howensis)
  - Островная летучая лисица (Pteropus insularis)
  - Малая летучая лисица (Pteropus hypomelanus)
  - Pteropus keyensis
  - Коморская летучая лисица (Pteropus livingstonii)
  - Ломбокская летучая лисица (Pteropus lombocensis)
  - Летучая лисица Лиля (Pteropus lylei)
  - Летучая лисица Ару (Pteropus macrotis)
  - Махаганская летучая лисица (Pteropus mahaganus)
  - Марианская летучая лисица (Pteropus mariannus)
  - Летучая лисица Мирнса (Pteropus mearnsi)
  - Чернобородая летучая лисица (Pteropus melanopogon)
  - Никобарская летучая лисица (Pteropus melanotus)
  - Каролинская летучая лисица (Pteropus molossinus)
  - Бисмаркская летучая лисица (Pteropus neohibernicus)
  - Маврикийская летучая лисица (Pteropus niger)
  - Летучая лисица Санборна (Pteropus nitendiensis)
  - Церамская летучая лисица (Pteropus ocularis)
  - Новокаледонская летучая лисица (Pteropus ornatus)
  - Масковая летучая лисица (Pteropus personatus)
  - Мортлокская летучая лисица (Pteropus phaeocephalus)
  - Палауская летучая лисица (Pteropus pilosus)
  - Япенская летучая лисица (Pteropus pohlei)
  - Сероголовая летучая лисица (Pteropus poliocephalus)
  - Бонинская летучая лисица (Pteropus pselaphon)
  - Карликовая летучая лисица (Pteropus pumilus)
  - Летучая лисица Райнера (Pteropus rayneri)
  - Родригесская летучая лисица (Pteropus rodricensis)
  - Рыжая летучая лисица (Pteropus rufus)
  - Самоанская летучая лисица (Pteropus samoensis)
  - Сантакрусская летучая лисица (Pteropus sanctacrucis)
  - Австралийская летучая лисица (Pteropus scapulatus)
  - Сейшельская летучая лисица (Pteropus seychellensis)
  - Филиппинская летучая лисица (Pteropus speciosus)
  - † Черноватая летучая лисица (Pteropus subniger)
  - Летучая лисица Темминка (Pteropus temmincki)
  - † Гуамская летучая лисица (Pteropus tokudae)
  - Тонганская летучая лисица (Pteropus tonganus)
  - Ваникорская летучая лисица (Pteropus tuberculatus)
  - Гигантская летучая лисица (Pteropus vampyrus)
  - Новокаледонская летучая лисица (Pteropus vetulus)
  - Пембская летучая лисица (Pteropus voeltzkowi)
  - Летучая лисица Вудфорда (Pteropus woodfordi)
- Род Styloctenium
  - Styloctenium mindorensis
  - Крылан Уоллеса (Styloctenium wallacei)

Подсемейство Macroglossinae
- Род Длинноязыкие крыланы (Macroglossus)
  - Малый длинноязыкий крылан (Macroglossus minimus)
  - Большой длинноязыкий крылан (Macroglossus sobrinus)
- Род Темнобрюхие крыланы (Melonycteris)
  - Оранжевый крылан (Melonycteris aurantius)
  - Melonycteris fardoulisi
  - Чернобрюхий крылан (Melonycteris melanops)
  - Соломонов крылан (Melonycteris woodfordi)
- Род Notopteris
  - Длиннохвостый крылан (Notopteris macdonaldi)
  - Notopteris neocaledonica
- Род Австралийские крыланы (Syconycteris)
  - Австралийский крылан (Syconycteris australis)
  - Хальмахерский крылан (Syconycteris carolinae)
  - Лесной цветочный крылан (Syconycteris hobbit)

Подсемейство Cynopterinae
- Род Карликовые крыланы (Aethalops)
  - Aethalops aequalis
  - Карликовый крылан (Aethalops alecto)
- Род Alionycteris
  - Минданаоский крылан (Alionycteris paucidentata)
- Род Balionycteris
  - Пятнистокрылый крылан (Balionycteris maculata)
- Род Chironax
  - Черношапочный крылан (Chironax melanocephalus)
- Род Коротконосые крыланы (Cynopterus)
  - Филиппинский коротконосый крылан (Cynopterus archipelagus)[5]
  - Малайский коротконосый крылан (Cynopterus brachyotis)
  - Коротконосый крылан Хорсфилда (Cynopterus horsfieldii)
  - Cynopterus luzoniensis
  - Cynopterus minutus
  - Зондский коротконосый крылан (Cynopterus nusatenggara)
  - Индийский коротконосый крылан (Cynopterus sphinx)
  - Индонезийский коротконосый крылан (Cynopterus titthaecheileus)
- Род Haplonycteris
  - Крылан Фишера (Haplonycteris fischeri)
- Род Dyacopterus
  - Dyacopterus brooksi
  - Бурый крылан (Dyacopterus spadiceus)
  - Dyacopterus rickarti
- Род Latidens
  - Южноиндийский крылан (Latidens salimalii)
- Род Бесхвостые крыланы (Megaerops)
  - Крылан Темминка (Megaerops ecaudatus)
  - Яванский бесхвостый крылан (Megaerops kusnotoi)
  - Бесхвостый крылан (Megaerops niphanae)
  - Крылан Ветмора (Megaerops wetmorei)
- Род Otopteropus
  - Толстоухий крылан (Otopteropus cartilagonodus)
- Род Penthetor
  - Крылан Лукаса (Penthetor lucasi)
- Род Мускусные крыланы (Ptenochirus)
  - Крылан Ягора (Ptenochirus jagori)
  - Малый мускусный крылан (Ptenochirus minor)
- Род Sphaerias
  - Крылан Бланфорда (Sphaerias blanfordi)
- Род Thoopterus
  - Тёмный крылан (Thoopterus nigrescens)

Подсемейство Eidolinae
- Род Пальмовые крыланы (Eidolon)
  - Мадагаскарский крылан (Eidolon dupreanum)
  - Пальмовый крылан (Eidolon helvum)

Подсемейство Rousettinae (включая Epomophorinae)
- Род Эполетовые крыланы (Epomophorus)
  - Ангольский эполетовый крылан (Epomophorus angolensis)
  - Epomophorus anselli
  - Epomophorus crypturus
  - Большой эполетовый крылан (Epomophorus gambianus)
  - Малый ангольский крылан (Epomophorus grandis)
  - Малый эполетовый крылан (Epomophorus labiatus)
  - Восточноафриканский эполетовый крылан (Epomophorus minimus)
  - Epomophorus minor
  - Крылан Вальберга (Epomophorus wahlbergi)
- Род Биндемы (Epomops)
  - Крылан Бюттикофера (Epomops buettikoferi)
  - Эполетовый крылан Добсона (Epomops dobsonii)
  - Эполетовый крылан Франке (Epomops franqueti)
- Род Casinycteris
  - Казиниктерис (Casinycteris argynnis)
- Род Hypsignathus
  - Молотоголовый крылан (Hypsignathus monstrosus)
- Род Карликовые эполетовые крыланы (Micropteropus)
  - Крылан Хеймана (Micropteropus intermedius)
  - Карликовый эполетовый крылан (Micropteropus pusillus)
- Род Megaloglossus
- Род Plerotes
  - Крылан Анхиеты (Plerotes anchietae)
  - Африканский длинноязыкий крылан (Megaloglossus woermanni)
- Род Nanonycteris
  - Коровьемордый крылан (Nanonycteris veldkampii)
- Род Lissonycteris
  - Ангольская летучая собака (Lissonycteris angolensis)
  - Lissonycteris goliath
  - Lissonycteris petraea
  - Lissonycteris smithi
- Род Ошейниковые крыланы (Myonycteris)
  - Сантомейский крылан (Myonycteris brachycephala)
  - Реликтовый крылан (Myonycteris relicta)
  - Ошейниковый крылан (Myonycteris torquata)
- Род Пещерные крыланы (Eonycteris)
  - Большой пещерный крылан (Eonycteris major)
  - Eonycteris robusta
  - Пещерный крылан (Eonycteris spelaea)
- Род Летучие собаки (Rousettus)
  - Египетская летучая собака (Rousettus aegyptiacus)
  - Летучая собака Жоффруа (Rousettus amplexicaudatus)
  - Целебесская летучая собака (Rousettus celebensis)
  - Летучая собака Лешенолта (Rousettus leschenaulti)
  - Rousettus linduensis
  - Коморская летучая собака (Rousettus obliviosus)
  - Голоспинная летучая собака (Rousettus spinalatus)
  - Бонейя (Rousettus bidens)
  - Мадагаскарская летучая собака (Rousettus madagascariensis)
- Род Узкозубые летучие собаки (Stenonycteris)
  - Узкозубая летучая собака (Stenonycteris lanosus)
- Скотониктерисы (Scotonycteris)
  - Либерийский крылан (Scotonycteris ophiodon)
  - Крылан Ценклера (Scotonycteris zenkeri)

Подсемейство Harpyionycterinae
- Род Aproteles
  - Новогвинейский крылан (Aproteles bulmerae)
- Род Голоспинные крыланы (Dobsonia)
  - Dobsonia anderseni
  - Крылан Бофорта (Dobsonia beauforti)
  - Крылан Чапмана (Dobsonia chapmani)
  - Хальмахерский крылан (Dobsonia crenulata)
  - Байакский крылан (Dobsonia emersa)
  - Сулавесский голоспинный крылан (Dobsonia exoleta)
  - Соломонов голоспинный крылан (Dobsonia inermis), или голоспинный крылан[5]
  - Dobsonia magna
  - Малый голоспинный крылан (Dobsonia minor)
  - Молуккский голоспинный крылан (Dobsonia moluccensis)
  - Панниетский крылан (Dobsonia pannietensis)
  - Крылан Перона (Dobsonia peronii)
  - Хищный крылан (Dobsonia praedatrix)
  - Тробрианский крылан (Dobsonia remota)
  - Зелёный крылан (Dobsonia viridis)
- Род Крыланы-гарпии (Harpyionycteris)
  - Сулавесский крылан-гарпия (Harpyionycteris celebensis)
  - Острозубый крылан (Harpyionycteris whiteheadi)

Подсемейство Nyctimeninae
- Род Трубконосые крыланы (Nyctimene)
  - Трубконосый крылан Томаса (Nyctimene aello)
  - Белобрюхий трубконосый крылан (Nyctimene albiventer)
  - Большеголовый трубконосый крылан (Nyctimene cephalotes)
  - Тёмный трубконосый крылан (Nyctimene celaeno)
  - Горный трубконосый крылан (Nyctimene certans)
  - Новогвинейский трубконосый крылан (Nyctimene cyclotis)
  - Драконий крылан (Nyctimene draconilla)
  - Nyctimene keasti
  - Большой трубконосый крылан (Nyctimene major)
  - Малаитский крылан (Nyctimene malaitensis)
  - Демонический крылан (Nyctimene masalai)
  - Малый трубконосый крылан (Nyctimene minutus)
  - Филиппинский трубконосый крылан (Nyctimene rabori)
  - Австралийский трубконосый крылан (Nyctimene robinsoni)
  - † Сантакрусский крылан (Nyctimene sanctacrucis)
  - Умбойский крылан (Nyctimene vizcaccia)
- Род Paranyctimene
  - Карликовый трубконосый крылан (Paranyctimene raptor)
  - Paranyctimene tenax

В конце 1980-х — начале 1990-х гг. было высказано предположение о том, что представители крылановых и Microchiroptera выработали способность к машущему полету в результате конвергентной эволюции. Эта точка зрения, впрочем, не получила широкого распространения, позднейшие кариологические и молекулярно-генетические исследования также ни в коей мере ее не подтверждают.